# Apristurus atlanticus
Apristurus atlanticus és un peix de la família dels esciliorrínids i de l'ordre dels carcariniformes.
Pot arribar als 68 cm de llargària total en el cas dels mascles i als 67 en el de les femelles.
És ovípar.
Es troba a les costes de l'Atlàntic occidental (Massachusetts, Delaware i nord del Golf de Mèxic) i de l'Atlàntic oriental (Islàndia, sud-oest d'Irlanda, Illes Canàries i l'Arxipèlag de Madeira).